# 1924年パリオリンピックのスイス選手団
1924年パリオリンピックのスイス選手団（1924ねんパリオリンピックのスイスせんしゅだん）は、1924年5月4日から7月27日にかけてフランスの首都パリで開催された1924年パリオリンピックのスイス選手団、およびその競技結果。

## 概要
今大会は金メダル7個、銀メダル8個、銅メダル10個の合計25個のメダルを獲得した。

## メダル
| メダル | 選手名               | 競技 | 種目      |
| ------ | -------------------- | ---- | --------- |
| 銀     | パウル・マルティン   | 陸上 | 男子800m  |
| 銀     | ヴィリー・シェーラー | 陸上 | 男子1500m |